# Enkardarspindel
Enkardarspindel (Dictyna pusilla) är en spindelart som beskrevs av Tord Tamerlan Teodor Thorell 1856. Enkardarspindel ingår i släktet Dictyna och familjen kardarspindlar. Arten är reproducerande i Sverige. Inga underarter finns listade i Catalogue of Life.